# Posición larga
Una posición larga, venta larga, estar largo o simplemente largo (en inglés: long position o long) es la expresión empleada en los mercados de valores para referirse al estado de haber comprado un instrumento financiero con la esperanza que su precio se incrementará. 
Una posición larga equivale a comprar una acción, comprar una opción call o firmar una compra de un contrato de futuros; en estos tres casos la esperanza del inversor y del especulador es que el activo incrementará su precio en el futuro y así lo podrá vender con ganancias. Por definición es la posición natural que adoptan la mayoría de inversores cuando implementan una estrategia de inversión. Por oposición, se define estar corto o posición corta cuando un especulador adopta la estrategia de vender a crédito una acción (sin haberla comprado antes), de compra de una opción put o de firmar una venta de contrato de futuros, posiciones que se adoptan cuando se espera que los precios caerán en el futuro y por lo tanto, se puede comprar el activo a un precio más bajo, generando ganancias.